# Тонет, Михаэль
Михаэль Тонет (нем. Michael Thonet; 2 июля 1796, Боппард, Рейнланд-Пфальц, Германия — 3 марта 1871, Вена, Австрия) — немецкий и австрийский мастер-мебельщик, изобретатель венской мебели.

## Биография
Михаэль Тонет родился 2 июля 1796 года в семье мастера-кожевника Франца Антона Тонета из Боппарда, Рейнланд-Пфальц, Германия. Там же учился на плотника и краснодеревщика, и в 1819 году открыл мебельную мастерскую. Год спустя он женился на Анне Грахс, от которой у него было семь сыновей и шесть дочерей. Однако только пятеро сыновей пережили раннее детство.
В 1830-х годах Тонет начал делать мебель из склеенных и гнутых деревянных реек. Его первым успехом в 1836 году стал «Bopparder Schichtholzstuhl» (Стул Боппард из многослойной фанеры). В следующем году он приобрёл небольшую клеевую фабрику, однако все попытки запатентовать технологию «гнутой мебели» в Германии терпели неудачу, поскольку похожие образцы существовали и ранее. В 1841 году на торговой выставке в Кобленце австрийский канцлер Клеменс фон Меттерних увидел мебель Тонета и пригласил мастера в Вену со словами: «В Боппарде ты навсегда останешься бедняком, поезжай в Вену!». В следующем году Михаэль Тонет вместе с семьёй переехал в столицу Австрии. В 1842 году он наконец получил патент в Вене с дозволением: «Изгибать любую, даже самую хрупкую древесину, придавая ей любую форму и изгиб с помощью химико-механических средств».
С 1843 по 1846 год Тонет оформил несколько интерьеров в стиле «второго рококо». В 1843 году он создал стулья из гнутой древесины специально для Дворца Лихтенштейна в Вене.
В 1849 году Тонет открыл в столице Австрии собственную мебельную мастерскую. Ещё одну фабрику позднее, в 1856 году, создал в Моравии, в Коритшане, а затем и в других европейских городах. В 1849 году вместе с четырьмя сыновьями он открыл собственный магазин. Несколько лет спустя, в 1853 году, Михаэль Тонет передал компанию своим сыновьям под именем «Братья Тонет» (Gebrüder Thonet).
В 1850 году Тонет изготовил опытную партию стульев из гнутых под горячим паром буковых стволов. Стулья предназначались для популярного кафе «Даум» (Daum) на Кольмаркт в Вене, отсюда последующее название: «венские стулья».
В 1851 году на первой Всемирной выставке в Лондоне Михаэль Тонет получил за свою «венскую мебель» первую бронзовую медаль. На Всемирной выставке 1855 года в Париже фирма «Братья Тонет» (Gebrüder Thonet) получила большую золотую медаль. Стул № 14, разработанный в 1859 году, до настоящего времени считается «стулом всех стульев»; к 1930 году было произведено и продано около 50 миллионов экземпляров. За этот образец компания «Gebrüder Thonet» получила золотую медаль на Всемирной выставке 1867 года в Париже.
В 1852 году последовало получение патента «На изготовление оснований кресел и столов из гнутой древесины, изгибание которой происходит в результате действия водяного пара или кипящих жидкостей». В 1856 году Тонет и его сыновья получили австрийское гражданство.
В 1862 году скончалась жена мастера Анна, на которой он был женат с 1820 года. К концу 1870 года Михаэль Тонет полностью отошёл от дел, хотя ещё ранее, 1 ноября 1853 года Тонет передал всё руководство фирмой своим пяти сыновьям: Францу, Михаэлю, Августу, Йозефу и Якобу Тонету.
Император Франц Иосиф I наградил Майкла Тонета Золотым крестом за заслуги перед короной и Рыцарским крестом ордена Франца Иосифа. Во время лесной прогулки в Венгрии, Михаэль Тонет простудился, но так и не оправился от болезни. Тонет умер в Вене 3 марта 1871 года в возрасте 75 лет. Его похоронили на Кладбище Святого Марка (St Marxer Friedhof) в Вене. В 1888 году Тонет был перезахоронен в фамильном склепе Центрального венского кладбища. Существует также «Могила семьи Тонет» (чешский: Hrobka rodiny Thonetů) на кладбище Коричан (ныне Коричаны, Чехия).